# マンガ太郎
マンガ 太郎（まんが たろう、本名：朝倉 康夫、1941年8月10日 - 2014年8月5日）は、漫画家・芸人。山口県出身。日本漫画家協会会員。東京演芸協会理事、同副会長等を歴任。

## 人物
創作絵描き歌を披露したり、観客のリクエストに応えて即興で似顔絵を描いたり、ある絵を描いた後に手を加えて別の絵にしてしまったりするなど、漫談をしながらイラスト・漫画を舞台上で描くという芸で知られる。公式プロフィールではその芸を「漫画ボードビルショー」としている。
高校時代は貸本漫画家として活動。漫画芸人（のち画家に転身）の春田美樹の芸を見て刺激を受け、春田に師事。20歳頃に漫画演芸家としてデビューする。海外での公演も数多く行っており、ベトナム戦争の時期には、前線の米軍キャンプで芸を披露した経験があるという。
2014年8月5日、肝臓癌のため東京都新宿区内の病院で死去。72歳没。

## 活動

### テレビ出演
- 趣味悠々 「覚えて楽しい!似顔絵教室」講師（NHK）
- 笑点（日本テレビ）
- レディス4（テレビ東京）
- モヤモヤさまぁ〜ず2（テレビ東京 2013年10月27日）

他演芸番組等多数

### 舞台
- 楽屋の王様（小松政夫主演、2005年）

### 書籍
- 覚えて楽しい!似顔絵教室 （NHK趣味悠々テキスト）（NHK出版 2003年） ISBN 4141883549

### その他
- 渋谷区コミュニティバス・『ハチ公バス』 車体デザイン[リンク切れ]
- カックラキン大放送!!（日本テレビ） コーナータイトルイラスト
- 志村けんのだいじょうぶだぁ（フジテレビ） オープニングアニメーション・キャラクターデザイン
- 荒井注のシングル「ザ・花ざかり」　ジャケット表面のイラスト